# Mona Dol
Amélie Delbart, dite Mona Dol est une actrice française, née le 28 mai 1901 à Lille et morte le 29 décembre 1990 à Paris.

## Biographie
Mona Dol assure le doublage français de Hattie McDaniel (Mamma) dans Autant en emporte le vent de Victor Fleming.

## Filmographie
- 1923 : Aux jardins de Murcie de Louis Mercanton et René Hervil
- 1927 : Les Deux Poulains de Lucette d'Émilien Champetier
- 1932 : Théodore et Cie de Pierre Colombier
- 1933 : Matricule 33 de Karl Anton : Mme Cartault
- 1934 : L'École des contribuables de René Guissart
- 1935 : Aux jardins de Murcie de Max Joly et Marcel Gras
- 1935 : Bourrachon de René Guissart
- 1935 : Sacré Léonce de Christian-Jaque : Mme Vernis
- 1935 : Lucrèce Borgia d'Abel Gance : La Vespa
- 1935 : Les Époux scandaleux de Georges Lacombe : Mme Moncourt
- 1936 : L'Homme sans cœur de Léo Joannon
- 1936 : L'Homme du jour de Julien Duvivier
- 1936 : L'École des journalistes de Christian-Jaque
- 1937 : Le Chanteur de minuit de Léo Joannon : Mme Laforcade
- 1938 : Bossemans et Coppenolle de Gaston Schoukens
- 1938 : Thérèse Martin de Maurice de Canonge
- 1938 : Remontons les Champs-Élysées de Sacha Guitry et Robert Bibal : Léone âgée
- 1938 : Paix sur le Rhin de Jean Choux
- 1941 : Madame Sans-Gêne de Roger Richebé : Mme de Bülow
- 1941 : L'Assassinat du père Noël de Christian-Jaque
- 1941 : Caprices de Léo Joannon
- 1942 : Mam'zelle Bonaparte de Maurice Tourneur : la femme de ménage
- 1942 : La Symphonie fantastique de Christian-Jaque : la femme de ménage
- 1942 : Le Voile bleu de Jean Stelli : l'infirmière-chef
- 1943 : Le Voyageur de la Toussaint de Louis Daquin : Jaja
- 1943 : Marie-Martine d'Albert Valentin : la religieuse
- 1943 : La Cavalcade des heures d'Yvan Noé
- 1944 : Premier de cordée de Louis Daquin : Marie Servettaz
- 1944 : Service de nuit de Jean Faurez : Mathilde
- 1945 : Boule de Suif de Christian-Jaque : la sœur
- 1945 : Bernard père et fils d'Albert Guyot (court métrage)
- 1946 : Messieurs Ludovic de Jean-Paul Le Chanois: Mme Vermeulen
- 1946 : Mensonges de Jean Stelli : la directrice du pensionnat
- 1946 : Tombé du ciel d'Emil-Edwin Reinert
- 1946 : La Symphonie pastorale de Jean Delannoy : Sœur Claire
- 1947 : Le Mariage de Ramuntcho de Max de Vaucorbeil : Louise
- 1947 : La Visiteuse d'Albert Guyot (moyen métrage)
- 1947 : Danger de mort de Gilles Grangier
- 1948 : Par la fenêtre de Gilles Grangier : Blanche
- 1948 : Les Frères Bouquinquant de Louis Daquin : Mme Leclerc
- 1948 : Ainsi finit la nuit d'Emil-Edwin Reinert
- 1948 : Si ça peut vous faire plaisir de Jacques Daniel-Norman : Pauline
- 1948 : Le Bout de la route d'Émile Couzinet
- 1949 : Une si jolie petite plage d'Yves Allégret : Mme Curlier
- 1949 : Ainsi finit la nuit d'Emil-Edwin Reinert : la mère
- 1949 : Le Parfum de la dame en noir de Louis Daquin
- 1950 : Manèges d'Yves Allégret : l'infirmière-chef
- 1951 : L'Enfant des neiges d'Albert Guyot : Mme Denis
- 1951 : Deux sous de violettes de Jean Anouilh : Mme Lambert
- 1951 : Tapage nocturne de Marc-Gilbert Sauvajon
- 1953 : Des quintuplés au pensionnat de René Jayet : Mlle Georgette
- 1953 : Le Portrait de son père d'André Berthomieu
- 1955 : Une fille épatante de Raoul André
- 1958 : En légitime défense d'André Berthomieu : la mère de Dora
- 1958 : Le Joueur de Claude Autant-Lara : la baronne
- 1963 : Le Feu follet de Louis Malle : Mme La Barbinais
- 1964 : Les Aventures de Salavin de Pierre Granier-Deferre : la mère de Salavin

## Théâtre
- 1935 : Margot d'Édouard Bourdet, mise en scène Pierre Fresnay, théâtre Marigny
- 1937 : Pamplemousse d'André Birabeau, Théâtre Daunou, théâtre des Célestins
- 1938 : Le Jardin d'Ispahan de Jean-Jacques Bernard, mise en scène Paulette Pax, théâtre de l'Œuvre
- 1940 : Plutus d'après Aristophane, mise en scène Charles Dullin, théâtre de Paris
- 1945 : À l'approche d'un soir du monde de Fabien Reignier, mise en scène Maurice Escande et Jacques-Henri Duval, théâtre Saint-Georges
- 1950 : L'Invasion de Arthur Adamov, mise en scène Jean Vilar, Studio des Champs-Élysées
- 1951 : Tapage nocturne de Marc-Gilbert Sauvajon, mise en scène Jean Wall, théâtre Édouard-VII
- 1951 : Les Innocents de William Archibald, mise en scène Roland Piétri, théâtre Édouard-VII
- 1952 : Dialogues des carmélites de Georges Bernanos, mise en scène Marcelle Tassencourt, théâtre Hébertot
- 1954 : Ruy Blas de Victor Hugo, mise en scène Jean Vilar, TNP théâtre de Chaillot
- 1954 : Cinna de Pierre Corneille, mise en scène Jean Vilar, TNP Festival d'Avignon
- 1954 : Le Prince de Hombourg d'Heinrich von Kleist, mise en scène Jean Vilar, TNP Festival d'Avignon
- 1956 : Cinna de Pierre Corneille, mise en scène Jean Vilar, TNP Festival d'Avignon
- 1956 : Le Prince de Hombourg d'Heinrich von Kleist, mise en scène Jean Vilar, TNP Festival d'Avignon
- 1956 : Macbeth de William Shakespeare, mise en scène Jean Vilar, TNP Festival d'Avignon
- 1957 : César et Cléopâtre de George Bernard Shaw, mise en scène Jean Le Poulain, Théâtre Sarah-Bernhardt
- 1957 : Le Jeu de la vérité de José Luis de Vilallonga, mise en scène Pierre Valde, Théâtre du Gymnase
- 1961 : Une sainte de Julia Chamorel, mise en scène Roland Dubillard, Théâtre de Poche
- 1962 : Les femmes aussi ont perdu la guerre de Curzio Malaparte, mise en scène Raymond Gérôme, Théâtre des Mathurins
- 1963 : Don Gil de Tirso de Molina, mise en scène Daniel Leveugle, Théâtre de l'Alliance française
- 1963 : Les Enfants du soleil de Maxime Gorki, mise en scène Georges Wilson, TNP Théâtre de Chaillot : Antonavna, bonne à tout faire
- 1964 : Maître Puntila et son valet Matti de Brecht, mise en scène Georges Wilson, TNP Théâtre de Chaillot
- 1966 : Judith de Jean Giraudoux, mise en scène Jacques Sereys, Festival de Bellac
- 1968 : La Mère de Bertolt Brecht, mise en scène Jacques Rosner, TNP Théâtre de Chaillot

## Doublage
- 1939[1] : Autant en emporte le vent : Mammy (Hattie McDaniel)
- 1946 : Le Criminel : Sara, la domestique (Martha Wentworth)
- 1950 : L'Esclave du gang : Mrs. Sullivan (Kathryn Card)
- 1951 : Histoire de détective : Miss Hatch (Gladys George)
- 1951 : Show Boat : Queenie (Frances E. Williams)
- 1955 : La Fureur de vivre : tutrice de Platon (Marietta Canty)